# 山西杏花村汾酒厂
山西杏花村汾酒厂股份有限公司是中国山西省汾阳市杏花村镇的一个大型国营酿酒公司，山西杏花村汾酒集团有限责任公司的子公司，主要生产汾酒和竹叶青酒，是第一家上市的中国白酒公司，也是清香型白酒国家标准的制订者之一，持有“汾酒”和“竹叶青酒”注册商标。

## 历史
1949年，山西杏花村汾酒厂建立，1993年12月改制成立公司，1994年1月6日在上海证券交易所上市，是第一家上市的中国白酒公司，也是山西省最早公开上市的公司。

## 组织
公司位于杏花村镇，占地4,500余亩，在山西以外的东北、内蒙、甘肃、河北等地也有原粮种植基地。
汾酒博物馆位于山西杏花村汾酒厂厂区内，1993年10月正式开馆。